# Scarus zelindae
Scarus zelindae là một loài cá biển thuộc chi Scarus trong họ Cá mó. Loài này được mô tả lần đầu tiên vào năm 2001.

## Từ nguyên
Từ định danh của loài được đặt theo tên của Zelinda Margarida Andrade Nery Leão, nhà địa chất học kiêm người bảo tồn các rạn san hô ở Brasil.

## Phạm vi phân bố và môi trường sống
S. zelindae là một loài đặc hữu của Brasil, được ghi nhận từ bờ biển bang Maranhão trải dài về phía nam đến bang São Paulo, tuy nhiên không xuất hiện ở các hải đảo ngoài khơi.
Môi trường sống của S. zelindae là các rạn san hô viền bờ và đá ngầm ở độ sâu đến ít nhất là 60 m.

## Mô tả
S. zelindae có chiều dài cơ thể tối đa được biết đến là 33,2 cm. Cá đực thường có các răng nanh ở phía sau phiến răng của hàm trên; cá cái không có răng nanh.
Cá đực có màu xanh lam tím; vảy có các vạch màu cam. Vây lưng và vây hậu môn có các dải sọc màu cam. Cá cái màu nâu, nhạt hơn ở vùng thân dưới và bụng, thường có một hàng các đốm trắng dọc theo chiều dài cơ thể. Cá con có các dải sọc ngang màu đen và trắng xen kẽ.

## Sinh thái học
Thức ăn của S. zelindae chủ yếu là tảo và vụn hữu cơ. So với những loài cá mó trong khu vực, loài này có xu hướng ăn tảo thuộc bộ Rong san hô hơn.
S. zelindae có thể được đánh bắt để xuất khẩu trong ngành thương mại cá cảnh.

### Trích dẫn
- "A new parrotfish (Scaridae) from Brazil, and revalidation of Sparisoma amplum (Ranzani, 1842), Sparisoma frondosum (Agassiz, 1831), Sparisoma axillare (Steindachner, 1878) and Scarus trispinosus Valenciennes, 1840" (PDF). Bulletin of Marine Science. Quyển 68 số 3. 2001. tr. 505–524. {{Chú thích tạp chí}}: Đã bỏ qua tham số không rõ |authors= (trợ giúp)